# Bőny, Győr-Moson-Sopron
Bőny  este un sat în districtul Győr, județul Győr-Moson-Sopron, Ungaria, având o populație de 2.139 de locuitori (2011). 

## Demografie
Componența etnică a satului Bőny
     Maghiari (96,12%)
     Romi (3,13%)
     Necunoscut (0,17%)
     Germani (0,58%)
     Alții (0,17%)
Componența confesională a satului Bőny
     Romano-catolici (43,2%)
     Reformați (10,24%)
     Fără religie (4,58%)
     Luterani (2,76%)
     Necunoscută (37,91%)
     Alte religii (2,48%)
Conform recensământului din 2011, satul Bőny avea 2.139 de locuitori. Din punct de vedere etnic, majoritatea locuitorilor (96,12%) erau maghiari, cu o minoritate de romi (3,13%). Apartenența etnică nu este cunoscută în cazul a 0,17% din locuitori. Nu există o religie majoritară, locuitorii fiind romano-catolici (43,2%), reformați (10,24%), persoane fără religie (4,58%) și luterani (2,76%). Pentru 37,91% din locuitori nu este cunoscută apartenența confesională.